# Perfil (álbum de Maria Rita)
Perfil é a primeira coletânea musical da cantora brasileira Maria Rita, lançado em 2009 pela gravadora Som Livre dentro série Perfil. Contém alguns de seus hits: "Cara Valente", "Caminho das Águas", "Encontros e Despedidas", "Minha Alma (A Paz Que Eu Não Quero)", "Num Corpo Só", entre outros.

## Faixas
| N.º | Título                                            | Compositor(es)                | Duração |  |
| 1.  | "A Festa" (Sobre Adapt. de La Bamba)              | Milton Nascimento             |         |  |
| 2.  | "Tá Perdoado"                                     | Arlindo Cruz, Franco          |         |  |
| 3.  | "Cara Valente"                                    | Marcelo Camelo                |         |  |
| 4.  | "Caminho das Águas"                               | Rodrigo Maranhão              |         |  |
| 5.  | "Encontros e Despedidas"                          | Fernando Brant, Nascimento    |         |  |
| 6.  | "Num Corpo Só"                                    | Cruz, Picolé                  |         |  |
| 7.  | "Minha Alma (A Paz Que Eu Não Quero)"             | Marcelo Yuka, O Rappa         |         |  |
| 8.  | "Menina da Lua"                                   | Renato Motha, Patricia Lobato |         |  |
| 9.  | "Casa Pré-fabricada"                              | Camelo                        |         |  |
| 10. | "Maltratar, Não é Direito"                        | Cruz, Franco                  |         |  |
| 11. | "Santa Chuva"                                     | Camelo                        |         |  |
| 12. | "Corpitcho"                                       | Ronaldo Barcellos, Picolé     |         |  |
| 13. | "Feliz"                                           | Dudu Falcão                   |         |  |
| 14. | "O Homem Falou" (Part. Velha-guarda da Mangueira) | Gonzaguinha                   |         |  |
| 15. | "Recado"                                          | Maranhão                      |         |  |
| 16. | "Samba Meu"                                       | Rodrigo Bittencourt           |         |  |